# Calathusa polyplecta
Calathusa polyplecta är en fjärilsart som beskrevs av Turner 1929. Calathusa polyplecta ingår i släktet Calathusa och familjen trågspinnare. Inga underarter finns listade i Catalogue of Life.